# Аарон, Джейн
Джейн Фрэ́нсис А́арон (англ. Jane Frances Aaron; 16 апреля 1948, Манхэттен, Нью-Йорк, Нью-Йорк, США — 27 июня 2015, там же) — американская художница-иллюстратор детских книг и режиссёр.

## Биография
Джейн Фрэнсис Аарон родилась 16 апреля 1948 года на Манхэттене (Нью-Йорк, штат Нью-Йорк, США) в семье виноторговца Сэма Аарона (1911—1996) и Флоренс Голдберг. Аарон посещала Высшую музыкальную школу и окончила Бостонский университет, получив степень по изобразительным искусствам.
Джейн прославилась, как художница-иллюстратор детских книг. Она наиболее известна работой над «Между львами» и «Улица Сезам». Она создала около 200 поучительных анимированных короткометражек для «Улицы Сезам». Эти мультфильмы обучали цифрам, буквам алфавита и другим основным понятиям для детей.
17 января 1988 года она вышла замуж за Скипа Блумберга, от которого у неё был один сын, Тимоти Аарон. Аарон умерла от рака на Манхэттене 27 июня 2015 года, в возрасте 67-ми лет. В дополнение к её мужу и сыну, у неё остались мать и трое братьев и сестёр.